# Ministero della difesa (Cipro)
Il Ministero della difesa (in greco Υπουργείο Άμυνας Κυπριακής Δημοκρατίας?, Ypourgeio Amunas Kypriakīs Dīmokratias) è un dicastero del governo cipriota responsabile per l'amministrazione della Guardia nazionale e per la difesa di Cipro.
L'attuale ministro è Vasilīs Palmas, in carica dal 10 gennaio 2024.

## Storia
Con l'indipendenza di Cipro sancita dal trattato di Zurigo e Londra del 1959-1960 fu instaurato un comitato di transizione con l'obiettivo di riorganizzare l'apparato governativo; nell'ambito di questo governo transitorio, retto dall'arcivescovo Makarios III, fu istituito il dicastero della difesa, assegnato ad Osman Orek, poi riconfermato dopo le prime elezioni presidenziali nel primo governo di Makarios III.
Tra il 1964 e il 1985 il Ministro della difesa ha ricoperto anche la carica di Ministro dell'interno.

## Elenco dei ministri
| Ministro         | Ministro                            | Partito                             | Governo                 | Mandato          | Mandato           |
| Ministro         | Ministro                            | Partito                             | Governo                 | Inizio           | Fine              |
| ---------------- | ----------------------------------- | ----------------------------------- | ----------------------- | ---------------- | ----------------- |
|                  | Osman Orek (1925-1999)              | KMTB                                | Comitato di transizione | 2 aprile 1959    | 15 agosto 1960    |
| Makarios III I   | Osman Orek (1925-1999)              | KMTB                                | 16 agosto 1960          | 23 dicembre 1963 |                   |
| Makarios III I   |                                     | Polykarpos Giōrkatzīs (1932-1970)   | Enianion                | 7 aprile 1964    | 28 febbraio 1968  |
| Makarios III II  | 28 febbraio 1968                    | Polykarpos Giōrkatzīs (1932-1970)   | Enianion                | 1 novembre 1968  |                   |
| Makarios III II  |                                     | Epameinōndas Kōmodromos (1912-1996) | Ind.                    | 11 dicembre 1968 | 16 giugno 1972    |
| Makarios III II  |                                     | Geōrgios Iōannidīs (1924-1995)      | PM                      | 16 giugno 1972   | 28 febbraio 1973  |
| Makarios III III | 28 febbraio 1973                    | Geōrgios Iōannidīs (1924-1995)      | PM                      | 15 luglio 1974   |                   |
| Makarios III III |                                     | Nikos Kosiīs (1933)                 | PM                      | 8 agosto 1974    | 14 gennaio 1975   |
| Makarios III III |                                     | Christodoulos Beniamin (1922-2016)  | Ind.                    | 15 gennaio 1975  | 31 agosto 1977    |
| Kyprianou I      | 1 settembre 1977                    | Christodoulos Beniamin (1922-2016)  | Ind.                    | 28 febbraio 1978 |                   |
| Kyprianou II     | 28 febbraio 1978                    | Christodoulos Beniamin (1922-2016)  | Ind.                    | 28 febbraio 1983 |                   |
| Kyprianou III    | 28 febbraio 1983                    | Christodoulos Beniamin (1922-2016)  | Ind.                    | 6 gennaio 1985   |                   |
| Kyprianou III    |                                     | Stelios Katsellīs (1931-2018)       | DIKO                    | 7 gennaio 1985   | 31 luglio 1985    |
| Kyprianou III    |                                     | Īlias Īliadīs (1947)                | Ind.                    | 1 agosto 1985    | 27 febbraio 1988  |
|                  | Andreas Alōneutīs (1945)            | Ind.                                | Vassiliou               | 28 febbraio 1988 | 27 febbraio 1993  |
|                  | Kōstas Īliadīs (1950)               | DIKO                                | Klīridī I               | 27 febbraio 1993 | 12 novembre 1997  |
|                  | Geōrgios Charalampidīs              | Ind.                                | Klīridī I               | 12 novembre 1997 | 27 febbraio 1998  |
|                  | Giannakīs Omīrou (1951)             | EDEK                                | Klīridī II              | 28 febbraio 1998 | 4 gennaio 1999    |
|                  | Giannakīs Chrysostomīs (1936)       | Ind.                                | Klīridī II              | 5 gennaio 1999   | 24 agosto 1999    |
|                  | Sōkratīs Chasikos (1956-2021)       | DISY                                | Klīridī II              | 25 agosto 1999   | 28 febbraio 2003  |
|                  | Kyriakos Mauronikolas (1955)        | EDEK                                | Papadopoulos            | 1 marzo 2003     | 13 giugno 2006    |
|                  | Foibos Klokarīs                     | Ind.                                | Papadopoulos            | 13 giugno 2006   | 25 settembre 2006 |
|                  | Nikos Symeōnidīs (1939-2007)        | Ind.                                | Papadopoulos            | 6 ottobre 2006   | 3 maggio 2007     |
|                  | Christodoulos Pasiardīs (1944-2014) | Ind.                                | Papadopoulos            | 14 maggio 2007   | 29 febbraio 2008  |
|                  | Kōstas Papakōstas (1939-2015)       | AKEL                                | Christofia              | 29 febbraio 2008 | 4 agosto 2011     |
|                  | Dīmītrīs Īliadīs (1947)             | EDEK                                | Christofia              | 5 agosto 2011    | 1 marzo 2013      |
|                  | Fōtīs Fōtiou (1960)                 | DIKO                                | Anastasiadīs I          | 2 marzo 2013     | 13 marzo 2014     |
|                  | Tasos Mītsopoulos (1965-2014)       | DISY                                | Anastasiadīs I          | 14 marzo 2014    | 22 marzo 2014     |
|                  | Sōkratīs Chasikos (1956-2021)       | DISY                                | Anastasiadīs I          | 23 marzo 2014    | 6 aprile 2014     |
|                  | Christoforos Fōkaïdīs (1974)        | DISY                                | Anastasiadīs I          | 7 aprile 2014    | 28 febbraio 2018  |
|                  | Savvas Aggelidīs (1974)             | DISY                                | Anastasiadīs II         | 1 marzo 2018     | 28 giugno 2020    |
|                  | Charalambos Petridīs (1974)         | Ind.                                | Anastasiadīs II         | 29 giugno 2020   | 28 febbraio 2023  |
|                  | Michalīs Giōrgallas (1968)          | Solidarietà                         | Christodoulidīs         | 1 marzo 2023     | 10 gennaio 2024   |
|                  | Vasilīs Palmas (1964)               | DIKO                                | Christodoulidīs         | 10 gennaio 2024  | in carica         |